# Thomas C. Chattoe
Thomas C. Chattoe (* 15. September 1890 in Stafford; † 27. September 1982 in London/Ontario) war ein kanadischer Organist, Chorleiter und Musikpädagoge englischer Herkunft.

## Leben
Chattoe hatte in Stafford Klavier- und Orgelunterricht. Bis 1913 studierte er am Midland Institute in Birmingham und an der Birmingham University bei Granville Bantock. Während des Ersten Weltkrieges war er Soldat in Frankreich, danach wirkte er bis 1928 als Organist und Chorleiter in Liverpool und Birkenhead.
1929 wurde er als Musikdirektor an die Metropolitan United Church nach London/Ontario berufen. Diese Stelle hatte er dreißig Jahre inne. Hier vollendete er auch die vor dem Ersten Weltkrieg begonnene Bachelorarbeit über Musik in Kanada. Nach 1934 wirkte er am Western Ontario Conservatory als Lehrer und Prüfer, in letzterer Funktion bis zu seinem 90. Lebensjahr.

## Quelle
- Thomas C. Chattoe. In:  Encyclopedia of Music in Canada. herausgegeben von The Canadian Encyclopedia (englisch, französisch).

| Personendaten    | Personendaten                                      |
| ---------------- | -------------------------------------------------- |
| NAME             | Chattoe, Thomas C.                                 |
| KURZBESCHREIBUNG | kanadischer Organist, Chorleiter und Musikpädagoge |
| GEBURTSDATUM     | 15. September 1890                                 |
| GEBURTSORT       | Stafford                                           |
| STERBEDATUM      | 27. September 1982                                 |
| STERBEORT        | London (Ontario)                                   |